# China Taiping Insurance
China Taiping Insurance Holdings (中國太平保險控股有限公司) — одна из крупнейших страховых компаний Гонконга, котируется на Гонконгской фондовой бирже и входит в состав China Taiping Insurance Group. Основана в 2000 году как China Insurance International Holdings Company (в 2009 году получила современное название). Основным регионом деятельности является КНР, на него в 2016 году пришлось 92 % страховых премий, основной вид страхования — страхование жизни.

## История
История современной страховой группы China Taiping Insurance Group восходит к основанной в 1929 году в Шанхае Taiping Marine & Fire Insurance Company, которая стала одной из первых и наиболее успешных страховых компаний, основанных китайцами до 1949 года. К середине 1930-х годов у этой компании было около 20 отделений в крупнейших городах Китая и других стран юго-восточной Азии, 400 офисов по всему Китаю и представительства в Европе и Америке, она стала единственной китайской компанией в Шанхайской ассоциации страховщиков. Положение компании начало ухудшаться после начала в 1937 году Китайско-японской войны. После Китайской революции активы страховых компаний в материковом Китае были национализированы, в 1950 году руководство Taiping бежало на Тайвань, где основало новую компанию, объединившую активы Taiping вне КНР. В 2001 году Taiping Insurance получила лицензию на предоставление страховых услуг в КНР.
Вторая важная составляющая группы, China Insurance Company, была основана в 1931 году также в Шанхае. Третья составляющая, Ming An Insurance, была основана в Гонконге в 1949 году. China Insurance Company стала частью Народной страховой компании Китая (PICC), осуществляющей её международные связи, впоследствии у неё появились филиалы в других странах: Сингапуре, Великобритании (1983 год), Японии (1991 год), Новой Зеландии (1994 год), Индонезии (1996 год).
В 1998 году была проведена реорганизация PICC, в результате которой была возрождена China Insurance Company, ей была передана зарубежная деятельность PICC. В 2000 году она была зарегистрирована в Гонконге под названием China Insurance International Holdings Company Limited и стала первой китайской страховой компанией, вошедшей в листинг Гонконгской фондовой биржи. В 2003 году начался процесс слияния China Insurance Company с Taiping Insurance Co. Ltd., в 2009 году все активы компаний China Insurance, Taiping Insurance и Ming An были объединены в China Taiping Insurance Group. В 2010 году штаб-квартира группы в Гонконге Ming An Plaza была переименована в China Taiping Tower.
В апреле 2024 года бывшему заместителю гендиректора корпорации Taiping Insurance Holdings Company Limited Сяо Сину было предъявлено обвинение в коррупции. 

## Руководство
Ван Сидун (Wang Sidong) — председатель совета директоров с октября 2020 года, член совета директоров с 2012 года.

## Деятельность
Страховые премии за 2020 год составили 233,5 млрд гонконгских долларов, инвестиционный доход — 36,3 млрд долларов.
Основные подразделения компании:
- Страхование жизни — основную часть выручки компании дают страховые премии этого подразделения в материковом Китае, в 2020 году они составили 172 млрд долларов, доля на рынке страхования жизни КНР составляет 4,4 %, обслуживает более 14 млн клиентов;
- Страхование имущества и от несчастных случаев в КНР — в основном автострахование и страхование перевозок морским и другим транспортом, страховые премии составили 31,6 млрд, доля на рынке — 2 %;
- Страхование имущества и от несчастных случаев в Гонконге, Макао, Сингапуре, Великобритании и Индонезии; страховые премии 4,43 млрд;
- Перестрахование — страховые премии составили 16,3 млрд;
- Пенсионное и групповое страхование — страховые премии составили 6,64 млрд долларов;
- Управление активами, посреднические услуги и другие финансовые услуги — размер активов под управлением составил HK$ 979,7 млрд, выручка 1,59 млрд гонконгских долларов.

## Дочерние компании
Головной компанией группы является China Taiping Insurance Group Ltd., ей на 100 % подчинена China Taiping Insurance Group (HK) Co., Ltd., обе они — государственные финансовые и страховые предприятия. Вторая из них контролирует 59,64 % акций China Taiping Insurance Holdings, остальные 40,36 % котируются на Гонконгской фондовой бирже.
Основные дочерние компании China Taiping Insurance Holdings:
- Taiping Life Insurance Company Limited (TPL) — страхование жизни в материковом Китае с 2001 года, КНР, 75,1 % (24,9 % — Ageas Insurance International N.V.);
- Taiping General Insurance Company Limited — страхование имущества и от несчастных случаев, КНР, 100 %;
- Taiping Pension Company Limited — пенсионное и групповое страхование, КНР, 100 %;
- Taiping Asset Management Company Limited — управление активами, КНР, 80 % (20 % — Ageas Insurance International N.V.);
- Taiping Reinsurance Company Limited — перестрахование, основана в 1980 году, Гонконг, 100 %;
- Taiping Reinsurance (China) Company — перестрахование, КНР, 100 %;
- China Taiping Insurance (HK) Company Limited — страхование имущества и от несчастных случаев, Гонконг, 100 %;
- China Taiping Life Insurance (Hong Kong) Company Limited — страхование жизни, Гонконг, 100 %;
- China Taiping Insurance (Macau) Company Limited — страхование имущества и от несчастных случаев, Макао, 100 %;
- China Taiping Insurance (Singapore) PTE. Ltd. — страхование имущества и от несчастных случаев, Сингапур, 100 %;
- China Taiping Insurance (UK) Company Limited — страхование имущества и от несчастных случаев, Великобритания, 100 %;
- PT China Taiping Insurance Indonesia — страхование имущества и от несчастных случаев, Индонезия, 55 % (45 % — PT Megah Putra Manunggal);
- Taiping E-Commerce Company Limited — страховые услуги через Интернет, основана в 2012 году в Шэньчжэне, КНР, 80 % (20 % — Ageas);
- Taiping Senior Living Investments Co. Ltd. — управление активами, основана в 2012 году в Шанхае, КНР, 75,1 %.